# Henry Tibbats Stainton
Henry Tibbats Stainton (Londra, 13 agosto 1822 – Lewisham, 2 dicembre 1892) è stato un entomologo inglese.

## Biografia
Noto particolarmente per gli studi sui Lepidoptera, a lui si deve l'istituzione di numerose famiglie, quali Nepticulidae, Gracillariidae, Glyphipterigidae, Lyonetiidae, Gelechiidae, Choreutidae, nonché alcuni studi su Yponomeutidae, Tineidae, Pterophoridae, Oecophoridae ed Elachistidae.
Uomo dalle notevoli risorse economiche e buon amico di diversi entomologi della sua epoca, come Alexander Henry Haliday e Deiterich Carl August Dohrn, si occupò anche di promuovere una maggiore diffusione della cultura entomologica, organizzando delle serate aperte al pubblico all'interno della sua residenza di Mountsfield, nel quartiere londinese di Lewisham, durante le quali effettuava anche l'identificazione dei reperti portati alla sua attenzione.

## Opere (lista parziale)
- (EN) Stainton, H. T., An attempt at a systematic catalogue of the British Tineidae and Pterophoridae, Londra, van Voorst, 1849,  p. 32, ISBN non esistente, OCLC 9606327.
- (EN) Stainton, H. T., Insecta Britannica. Lepidoptera: Tineina (PDF), Vol. III, Londra, Lovell Reeve, 1854,  p. 313, ISBN non esistente, OCLC 23360852.
- (EN) Stainton, H. T., Descriptions of twenty-five species of Indian Micro-Lepidoptera (PDF), in Transactions of the Entomological Society of London (NS), vol. 5, n. 2, Londra, The Society, 1859,  pp. 111-126, ISSN 0035-8894 (WC · ACNP), LCCN sn88024447, OCLC 5156716735.
- (EN) Stainton, H. T., Descriptions of nine exotic species of the genus Gracilaria (PDF), in Transactions of the Entomological Society of London (series 3), vol. 1, n. 3, Londra, The Society, 1862,  pp. 291-300, ISSN 0035-8894 (WC · ACNP), LCCN sn88024447, OCLC 5156721399.